# NGC 282
NGC 282 (други обозначения – MCG 5-3-15, ZWG 501.30, PGC 3090) е елиптична галактика (E) в съзвездието Риби.
Обектът присъства в оригиналната редакция на „Нов общ каталог“.